# دیوید ونر
دیوید ام. ونر (به انگلیسی: David M. Wehner) مدیر ارشد مالی (CFO) متا پلتفرمز (با نام قبلی فیس‌بوک تا سال ۲۰۲۱) است.

## تحصیلات
ونر در مدرسه سنت لوئیس تحصیل کرد و در سال ۱۹۸۶ فارغ‌التحصیل شد. ونر با مدرک لیسانس در رشتهٔ شیمی از دانشگاه جرج‌تاون فارغ‌التحصیل شد. او در این دانشگاه ویراستار روزنامهٔ هویا بود. ونر مدرک کارشناسی ارشد خود را نیز در رشتهٔ فیزیک کاربردی از دانشگاه استنفورد اخذ کرد. او در این دانشگاه عضو بنیاد ملی علوم بود.

## کار و حرفه
ونر در اوایل دوران فعالیت خود در شرکت‌های مانیتور دیلویت و هامبرخن و کوئیست کار کرد. او همچنین نزدیک به یک دهه در شرکت آلن اند کمپانی کار کرد تا اینکه در سال ۲۰۱۰ مدیر مالی شرکت زینگا شد. او در این شرکت‌ها دارای مجوزهای سری ۷ و سری ۲۴ بود.
ونر در سال ۲۰۱۱ به عنوان معاون امور مالی برنامه‌ریزی تجاری به فیس بوک پیوست. او در ۱ ژوئن ۲۰۱۴ به عنوان مدیر مالی فیس‌بوک جانشین دیوید ابرسمن شد.